# Еритрозин
Еритрози́н (англ. Erythrosine, Red No.3) — харчовий барвник, зареєстрований як харчовий додаток E127.
Схвалений в ЄС. Заборонено в США. В Україні барвника немає в переліку дозволених харчових добавок